# Trưng cầu ý dân về thỏa thuận hòa bình Colombia 2016
Cuộc trưng cầu ý dân về thỏa thuận hòa bình Colombia được tổ chức vào ngày 2 tháng 10 năm 2016 về thỏa thuận cuối cùng về chấm dứt xung đột Colombia giữa chính phủ Colombia và Lực lượng Vũ trang Cách mạng Colombia. Thỏa thuận hòa bình bị bác bỏ với 50,2% cử tri bỏ phiếu chống mặc dù các cuộc thăm dò ý kiến trước đó dự đoán rằng thỏa thuận sẽ được chấp thuận hiển nhiên.
Kết quả bất ngờ của cuộc trưng cầu ý dân được so sánh với kết quả của cuộc trưng cầu dân ý Brexit và cuộc bầu cử tổng thống Hoa Kỳ vào năm 2016.

## Bối cảnh
Cuộc xung đột giữa chính phủ và Lực lượng Vũ trang Cách mạng Colombia bắt nguồn từ Thời kỳ bạo lực trong lịch sử Colombia. Thời kỳ này bắt đầu khi lãnh đạo Đảng Tự do Colombia Jorge Eliécer Gaitán bị ám sát năm 1948. Sau cuộc đàn áp chống cộng ở vùng nông thôn vào thập niên 1960, những phần tử cực đoan của Đảng Tự do Colombia và Đảng Cộng sản Colombia tập hợp thành Lực lượng Vũ trang Cách mạng Colombia.
Nội dung trưng cầu ý dân là thỏa thuận được ký kết giữa chính phủ Colombia và Lực lượng Vũ trang Cách mạng Colombia tại Cartagena, Colombia vào ngày 27 tháng 9 năm 2016. Các cuộc đàm phán hòa bình bắt đầu vào ngày 26 tháng 8 năm 2012 tại La Habana, Cuba và kết thúc vào ngày 25 tháng 8 năm 2016.

## Nội dung
Ngày 18 tháng 7 năm 2016, Tòa án Hiến pháp phê duyệt việc trưng cầu ý dân toàn quốc về thỏa thuận hòa bình. Phiếu trưng cầu ý dân có nội dung như sau:
¿Apoya el acuerdo final para terminación del conflicto y construcción de una paz estable y duradera?

Bạn có ủng hộ Thỏa thuận cuối cùng về chấm dứt xung đột và xây dựng hòa bình ổn định, lâu dài không?

Thỏa thuận phải được ít nhất 13% cử tri ủng hộ (tức là 4.396.626 cử tri trong số 34.899.945 cử tri đã đăng ký) và nhận được nhiều phiếu ủng hộ hơn phiếu không ủng hộ.

## Vận động

### Ủng hộ
Tổng thống Juan Manuel Santos, người thúc đẩy quá trình đàm phán hòa bình, tuyên bố ủng hộ thỏa thuận. Nhiều nhân vật từ phe cánh tả (Gustavo Petro, César Gaviria, Antonio Navarro Wolff, Piedad Cordoba), trung gian (Antanas Mockus, Sergio Fajardo, Lucho Garzon, Claudia López Hernández) và cánh hữu (German Vargas Lleras, Enrique Peñalosa, Mauricio Cárdenas) ủng hộ thỏa thuận. Các đảng Cực điểm Dân chủ Thay thế, Đảng Xã hội Đoàn kết dân tộc, Đảng Thay đổi Cấp tiến, Phong trào Độc lập Đổi mới tuyệt đối, Liên minh Xã hội Độc lập, Đảng Xanh Colombia, Đảng Bảo thủ Colombia và Đảng Tự do Colombia cũng ủng hộ thỏa thuận.

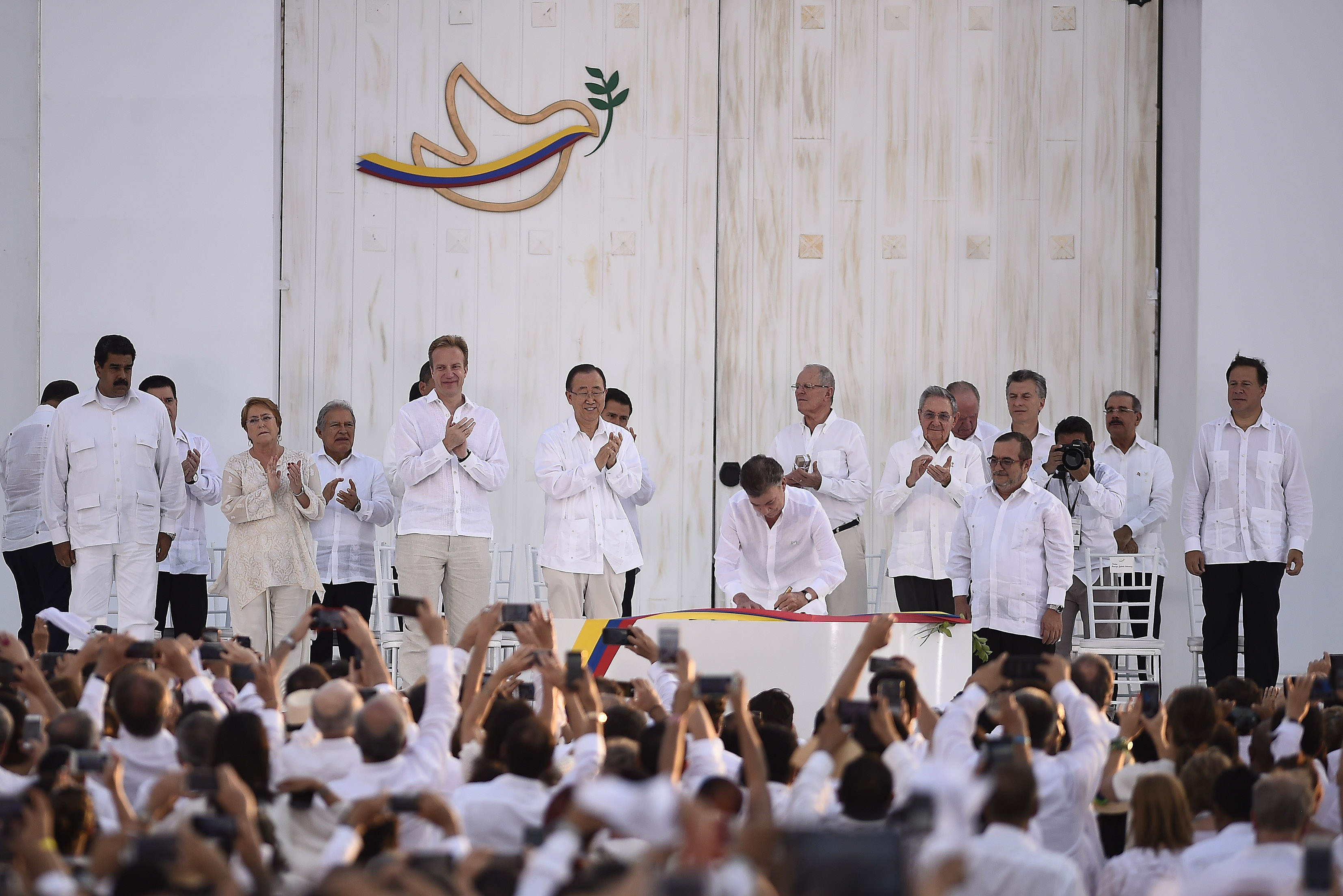
Tổng thống Colombia Juan Manuel Santos ký thỏa thuận hòa bình với Tổng tư lệnh Lực lượng Vũ trang Cách mạng Colombia Timoleón Jiménez

Nhiều người của công chúng ở Colombia bày tỏ sự ủng hộ đối với thỏa thuận hòa bình, bao gồm các ca sĩ Shakira, Carlos Vives, Juanes và Fonseca, cầu thủ bóng đá Radamel Falcao, cựu tiền vệ Carlos Valderrama, tay đua xe đạp Nairo Quintana, người đã về nhất trong Vuelta a España và về nhì trong Tour de France vào năm 2016, tiểu thuyết gia Héctor Abad Faciolince, cha ông là Héctor Abad Gómez bị sát hại vì ủng hộ nhân quyền, diễn viên người Mỹ gốc Colombia John Leguizamo và ca sĩ người Tây Ban Nha Miguel Bosé. Nhà điêu khắc nổi tiếng thế giới Fernando Botero gửi một tác phẩm điêu khắc hình chim bồ câu trắng đến dinh tổng thống Colombia kèm theo thông điệp "bày tỏ sự ủng hộ và tình đoàn kết của tôi với tiến trình [hòa bình]". Hầu hết các nạn nhân người Colombia phải rời khỏi Colombia do xung đột đều bỏ phiếu ủng hộ thỏa thuận hòa bình, mặc dù một số người chỉ trích việc bị loại khỏi tiến trình hòa bình.

### Phản đối
Nguyên tổng thống Álvaro Uribe là người vận động phản đối thỏa thuận tích cực nhất. Uribe đã thẳng thắn chỉ trích Santos kể từ khi Santos bắt đầu đàm phán với Lực lượng Vũ trang Cách mạng Colombia. Uribe nhận được sự ủng hộ của các đảng viên cấp cao trong đảng Trung tâm Dân chủ của ông, bao gồm ứng cử viên tổng thống năm 2014 Óscar Iván Zuluaga, ứng cử viên phó tổng thống năm 2014 Carlos Holmes Trujillo và Thượng nghị sĩ Iván Duque Márquez. Trung tâm Dân chủ chỉ trích việc quân du kích sẽ không phải ngồi tù, tự động được phân bổ mười ghế trong Quốc hội và cho rằng thỏa thuận hợp pháp hóa việc buôn bán ma túy, vi phạm hiến pháp Colombia.
Những chính trị gia cấp cao khác lên tiếng phản đối thỏa thuận hòa bình bao gồm nguyên Tổng thanh tra Alejandro Ordóñez và nguyên tổng thống Andrés Pastrana, trái với lập trường của Đảng Bảo thủ của chính ông.
Nhiều người của công chúng khác ở Colombia khác cũng phản đối thỏa thuận hòa bình, bao gồm tiểu thuyết gia, nhà làm phim Fernando Vallejo, cầu thủ bóng đá Daniel Alejandro Torres, người thường xuyên đá chính cho đội tuyển bóng đá quốc gia Colombia vào năm 2016 và Jhon Jairo Velásquez, cựu sát thủ của Pablo Escobar và băng đảng ma túy Medellín.

## Thăm dò ý kiến
| Thời gian                       | Cỡ mẫu | Biên độ sai số | Tổ chức thăm dò ý kiến                                                | Ủng hộ | Phản đối |
| ------------------------------- | ------ | -------------- | --------------------------------------------------------------------- | ------ | -------- |
| 31 tháng 8 – 1 tháng 9 năm 2016 | 2,109  | 2.13%          | Datexco/W Radio & El Tiempo                                           | 59.5%  | 33.2%    |
| 1–5 tháng 9 năm 2016            | 1,526  | 4.9%           | Ipsos Napoleón Franco/RCN, La FM & Semana                             | 72%    | 28%      |
| 6–8 tháng 9 năm 2016            | 2,109  | 2.13%          | Datexco/W Radio & El Tiempo                                           | 64.8%  | 28.1%    |
| 13–15 tháng 9 năm 2016          | 2,109  | 2.13%          | Datexco/W Radio & El Tiempo                                           | 55.3%  | 38.3%    |
| 14–18 tháng 9 năm 2016          | 1,200  | 4.9%           | Invamer–Gallup Colombia/Caracol Televisión, Blu Radio & El Espectador | 67.6%  | 32.4%    |
| 15–20 tháng 9 năm 2016          | 3,007  | 2.0%           | Cifras & Conceptos/Caracol Radio & Red + Noticias                     | 54%    | 34%      |
| 21–25 tháng 9 năm 2016          | 1,524  | 3.5%           | Ipsos Napoleón Franco/RCN, La FM & Semana                             | 66%    | 34%      |
| 25–26 tháng 9 năm 2016          | 1,471  | 3.7%           | Cifras & Conceptos/Caracol Radio & Red + Noticias                     | 62%    | 38%      |

## Kết quả

Kết quả trưng cầu ý dân người Colombia ở nước ngoài (Colombia màu vàng).

| Lựa chọn                        | Lựa chọn                     | Phiếu bầu  | %      |
| ------------------------------- | ---------------------------- | ---------- | ------ |
| Đồng ý                          | Đồng ý                       | 6.382.901  | 49.78  |
| Không đồng ý                    | Không đồng ý                 | 6.438.552  | 50.22  |
| Tổng cộng                       | Tổng cộng                    | 12.821.453 | 100.00 |
|                                 |                              |            |        |
| Phiếu bầu hợp lệ                | Phiếu bầu hợp lệ             | 12.821.453 | 98.15  |
| Phiếu bầu không hợp lệ/trống    | Phiếu bầu không hợp lệ/trống | 241.464    | 1.85   |
| Tổng cộng phiếu bầu             | Tổng cộng phiếu bầu          | 13.062.917 | 100.00 |
| Cử tri phiếu bầu đã đăng ký     | Cử tri phiếu bầu đã đăng ký  | 34.899.945 | 37.43  |
| Nguồn: Hội đồng bầu cử quốc gia |                              |            |        |

## Kết cục
Tổng tư lệnh Lực lượng Vũ trang Cách mạng Colombia Timoleón Jiménez tái khẳng định ủng hộ thỏa thuận hòa bình. Ngày 5 tháng 10 năm 2016, hàng ngàn người dân Colombia ở 14 thành phố xuống đường biểu tình phản đối kết quả trưng cầu ý dân.